# ترس (کومونه)
تِرِس (به ایتالیایی: Terres) یک کومونه در ایتالیا است که در ترنتینو واقع شده‌است. ترس ۶٫۴ کیلومتر مربع مساحت و ۳۲۵ نفر جمعیت دارد.